# Crystallias matsushimae
Crystallias matsushimae és una espècie de peix pertanyent a la família dels lipàrids i l'única del seu gènere.

## Descripció
- Fa 38 cm de llargària màxima.[2][3]

## Hàbitat
És un peix marí, de clima polar i demersal que viu entre 30 i 700 m de fondària.

## Distribució geogràfica
Es troba des de Honshu al mar d'Okhotsk, les illes Kurils, el sud-est de Kamtxatka i les illes del Comandant (mar de Bering).

## Observacions
És inofensiu per als humans.